# En Avant de Guingamp 2023-2024 (femminile)
Questa voce raccoglie le informazioni riguardanti la squadra femminile dell'En Avant de Guingamp nelle competizioni ufficiali della stagione 2023-2024.

## Divise e sponsor
La grafica riproponeva l'abbinamento cromatico basato sui colori sociali del club, rosso e nero, adottato dal Guingamp maschile. Main sponsor era Celtigel, quello tecnico, fornitore delle tenute da gioco, Umbro.
| Casa | Trasferta |

## Organigramma societario
Area tecnica
- Allenatore: Mathieu Rufié
- Vice allenatore: Eric Nicolas
- Preparatore dei portieri: Pierre-Henry Coulon
- Preparatore atletico: Julien Le Héran
- Analista video: Mattéo Leuranguer

## Rosa
Rosa, ruoli e numeri di maglia come da sito ufficiale, aggiornati al 26 luglio 2023, integrati dal sito footofeminin.fr..
| N. |                      | Ruolo | Calciatrice             |
| -- | -------------------- | ----- | ----------------------- |
| 1  | Francia (bandiera)   | P     | Cindy Perrault          |
| 3  | Francia (bandiera)   | D     | Enora Guillois          |
| 4  | Camerun (bandiera)   | C     | Grâce Yango             |
| 5  | Francia (bandiera)   | D     | Maïwen Renard           |
| 6  | Francia (bandiera)   | C     | Agathe Donnary          |
| 7  | Rep. Ceca (bandiera) | D     | Antonie Starová         |
| 8  | Francia (bandiera)   | C     | Sana Daoudi             |
| 9  | Francia (bandiera)   | A     | Sarah Cambot (capitano) |
| 10 | Francia (bandiera)   | C     | Leïla Peneau            |
| 11 | Francia (bandiera)   | A     | Alison Péniguel         |
| 13 | Francia (bandiera)   | D     | Manon Revelli           |
| 14 | Mali (bandiera)      | A     | Aïssata Traoré          |
| 15 | Francia (bandiera)   | D     | Marine Perea            |
| 17 | Francia (bandiera)   | D     | Grace Kazadi            |

| N. |                    | Ruolo | Calciatrice           |
| -- | ------------------ | ----- | --------------------- |
| 18 | Francia (bandiera) | C     | Angel Gurham          |
| 19 | Francia (bandiera) | D     | Emmy Jézéquel         |
| 20 | Francia (bandiera) | C     | Laurie Teinturier     |
| 22 | Francia (bandiera) | A     | Wassilah Pacaud       |
| 23 | Francia (bandiera) | C     | Nina Richard          |
| 25 | Francia (bandiera) | A     | Marie-Charlotte Léger |
| 26 | Francia (bandiera) | A     | Imane Touriss         |
| 27 | Francia (bandiera) | C     | Noëlle Mendy          |
| 28 | Nepal (bandiera)   | A     | Sabitra Bhandari      |
| 29 | Brasile (bandiera) | A     | Leidiane              |
| 30 | Francia (bandiera) | P     | Marie-Morgane Sieber  |
| 33 | Francia (bandiera) | A     | Inès Avenant          |
| 34 | Francia (bandiera) | A     | Maïwenn Brezac        |
| 35 | Francia (bandiera) | A     | Sarah Keita           |

## Calciomercato

### Sessione estiva
| Acquisti | Acquisti             | Acquisti            | Acquisti |
| R.       | Nome                 | da                  | Modalità |
| -------- | -------------------- | ------------------- | -------- |
| P        | Laura Prieur         | Yzeure              | [ 3 ]    |
| P        | Marie-Morgane Sieber | Rodez               | [ 3 ]    |
| D        | Antonie Starová      | Sparta Praga        | [ 3 ]    |
| C        | Agathe Donnary       | Soyaux              | [ 3 ]    |
| C        | Grace Yango          | Olympique Marsiglia | [ 3 ]    |
| C        | Leïla Peneau         | Nantes              | [ 3 ]    |
| A        | Saratou Traoré       | Fatih Karagümrük    | [ 3 ]    |

| Cessioni | Cessioni       | Cessioni           | Cessioni       |
| R.       | Nome           | a                  | Modalità       |
| -------- | -------------- | ------------------ | -------------- |
| P        | Solène Durand  | Sassuolo           | [ 4 ] [ 3 ]    |
| D        | Manon Coquil   | Brest              | [ 3 ]          |
| D        | Héloïse Mansuy | Le Havre           | [ 3 ]          |
| C        | Sana Daoudi    |                    | fine contratto |
| C        | Sally Julini   | Olympique Lione    | fine prestito  |
| C        | Anissa Lahmari | Levante Las Planas | [ 3 ]          |

### Sessione invernale
| Acquisti | Acquisti         | Acquisti        | Acquisti |
| R.       | Nome             | da              | Modalità |
| -------- | ---------------- | --------------- | -------- |
| A        | Sabitra Bhandari | Hapoel Ra'anana | [ 5 ]    |
| A        | Leidiane         | Fleury          | [ 6 ]    |

| Cessioni | Cessioni | Cessioni | Cessioni |
| R.       | Nome     | a        | Modalità |
| -------- | -------- | -------- | -------- |
|          |          |          |          |

## Risultati

### Division 1

#### Girone di andata
| Arbitro: | Vanderstichel |

|                            |           |           |
| Louis 60’ Kamczyk 69’, 73’ | Marcatori | 49’ Léger |

| Guingamp 30 settembre 2023, ore 13:30 CEST 2ª giornata | Guingamp  | 0 – 0 referto | Stade Reims | Stadio di Roudourou (332 spett.)\| Arbitro: \| Gonçalves \| |
| Arbitro:                                               | Gonçalves |               |             |                                                             |

| Arbitro: | Beyer |

|                                       |           |           |
| Robert 59’ Deslandes 62’ Mondésir 69’ | Marcatori | 77’ Léger |

| Arbitro: | Rochebilière |

|                              |           |  |
| Thiney 69’ (rig.) Dufour 89’ | Marcatori |  |

| Arbitro: | Laur |

|            |           |  |
| Peneau 62’ | Marcatori |  |

| Arbitro: | Efe |

|                                                                 |           |  |
| De Almeida 3’ Chawinga 30’ Geyoro 69’, 87’ M. Renard 75’ (aut.) | Marcatori |  |

| Arbitro: | Gerbel |

|                                              |           |                                                            |
| Jézéquel 26’ Teinturier 30’, 56’ Donnary 68’ | Marcatori | 17’ (rig.) Azzaro 20’ Paprzycki 73’ (rig.) Machart-Rabanne |

| Arbitro: | Jeannot |

|                               |           |  |
| Benyahia 30’ (rig.) Davis 44’ | Marcatori |  |

| Arbitro: | Rochebilière |

|              |           |                                                                   |
| Cambot 45+1’ | Marcatori | 4’ Horan 15’ (aut.) Jézéquel 29’ Van de Donk 71’, 90+5’ Hegerberg |

| Arbitro: | Gerbel |

|                           |           |                |
| Champagnac 33’ Caputo 61’ | Marcatori | 57’ Teinturier |

| Arbitro: | Efe |

|            |           |                     |
| Cambot 46’ | Marcatori | 43’ (aut.) Jézéquel |

#### Girone di ritorno
| Arbitro: | Jeannot |

|  |           |             |
|  | Marcatori | 40’ Khelifi |

| Arbitro: | Efe |

|                  |           |  |
| Gomes 90’ (rig.) | Marcatori |  |

| Arbitro: | Laur |

|               |           |            |
| Bourgouin 36’ | Marcatori | 8’ Stárová |

| Arbitro: | Fournier |

|                                            |           |              |
| Cambot 45’ Peniguel 73’ Stárová 78’ (rig.) | Marcatori | 88’ Fontaine |

| Arbitro: | Collin |

|  |           |                                   |
|  | Marcatori | 52’ (rig.) Stárová 90+1’ Bhandari |

| Arbitro: | Fournier |

|  |           |                                           |
|  | Marcatori | 28’ D. Corboz 31’ (rig.) Thiney 54’ Bussy |

| Arbitro: | Daupeux |

|                         |           |  |
| Jedlińska 8’ Lavaud 71’ | Marcatori |  |

| Arbitro: | Laur |

|                             |           |                                                     |
| Cambot 1’ Peniguel 11’, 62’ | Marcatori | 35’ Carage 41’ Browne 64’ Lamontagne 81’ Champagnac |

| Arbitro: | Jeannot |

|                                              |           |                                       |
| Stárová 33’ (rig.) Richard 67’ M. Renard 75’ | Marcatori | 30’ Chawinga 58’ Katoto 78’ Baltimore |

| Arbitro: | Efe |

|                     |           |              |
| Mendy 25’ Becho 43’ | Marcatori | 58’ Peniguel |

| Arbitro: | Daupeux |

|                                      |           |                                      |
| Teinturier 2’ Peniguel 58’ Léger 88’ | Marcatori | 32’, 67’ Effa Effa 56’, 60’ Benyahia |

### Coppa di Francia
| Arbitro: | Collin |

|                       |           |  |
| Kouassi 77’ Louis 83’ | Marcatori |  |

## Statistiche

### Statistiche di squadra
| Competizione     | Punti | In casa | In casa | In casa | In casa | In casa | In casa | In trasferta | In trasferta | In trasferta | In trasferta | In trasferta | In trasferta | Totale | Totale | Totale | Totale | Totale | Totale | DR  |
| Competizione     | Punti | G       | V       | N       | P       | Gf      | Gs      | G            | V            | N            | P            | Gf           | Gs           | G      | V      | N      | P      | Gf     | Gs     | DR  |
| ---------------- | ----- | ------- | ------- | ------- | ------- | ------- | ------- | ------------ | ------------ | ------------ | ------------ | ------------ | ------------ | ------ | ------ | ------ | ------ | ------ | ------ | --- |
| Division 1       | 16    | 11      | 3       | 3       | 5       | 19      | 26      | 11           | 1            | 1            | 9            | 7            | 23           | 22     | 4      | 4      | 14     | 26     | 49     | -23 |
| Coppa di Francia | -     | -       | -       | -       | -       | -       | -       | 1            | 0            | 0            | 1            | 0            | 2            | 1      | 0      | 0      | 1      | 0      | 2      | -2  |
| Totale           | -     | 11      | 3       | 3       | 5       | 19      | 26      | 12           | 1            | 1            | 10           | 7            | 25           | 23     | 4      | 4      | 15     | 26     | 51     | -25 |

### Andamento in campionato
| Giornata  | 1 | 2  | 3  | 4  | 5 | 6 | 7 | 8 | 9 | 10 | 11 | 12 | 13 | 14 | 15 | 16 | 17 | 18 | 19 | 20 | 21 | 22 |
| --------- | - | -- | -- | -- | - | - | - | - | - | -- | -- | -- | -- | -- | -- | -- | -- | -- | -- | -- | -- | -- |
| Luogo     | T | C  | T  | T  | C | T | C | T | C | T  | C  | C  | T  | T  | C  | T  | C  | T  | C  | C  | T  | C  |
| Risultato | P | N  | P  | P  | V | P | V | P | P | P  | N  | P  | P  | N  | V  | V  | P  | P  | P  | N  | P  | P  |
| Posizione | 7 | 11 | 12 | 11 | 9 | 9 | 8 | 8 | 8 | 10 | 10 | 10 | 10 | 10 | 10 | 9  | 10 | 10 | 10 | 10 | 10 | 10 |

Legenda:

Luogo: C = Casa; T = Trasferta. Risultato: V = Vittoria; N = Pareggio; P = Sconfitta.

### Statistiche delle giocatrici
| Giocatore     | Division 1 | Division 1 | Division 1  | Division 1 | Coppa di Francia | Coppa di Francia | Coppa di Francia | Coppa di Francia | Totale   | Totale | Totale      | Totale     |
| Giocatore     | Presenze   | Reti       | Ammonizioni | Espulsioni | Presenze         | Reti             | Ammonizioni      | Espulsioni       | Presenze | Reti   | Ammonizioni | Espulsioni |
| ------------- | ---------- | ---------- | ----------- | ---------- | ---------------- | ---------------- | ---------------- | ---------------- | -------- | ------ | ----------- | ---------- |
| I. Avenant    | 2          | 0          | 0           | 0          | -                | -                | -                | -                | 2        | 0      | 0           | 0          |
| S. Bhandari   | 10         | 1          | 0           | 0          | -                | -                | -                | -                | 10       | 1      | 0           | 0          |
| M. Brezac     | 1          | 0          | 0           | 0          | -                | -                | -                | -                | 1        | 0      | 0           | 0          |
| S. Daoudi     | 7          | 0          | 0           | 0          | -                | -                | -                | -                | 7        | 0      | 0           | 0          |
| A. Donnary    | 19         | 1          | 4           | 0          | 1                | 0                | 0                | 0                | 20       | 1      | 4           | 0          |
| S. Cambot     | 22         | 4          | 2           | 0          | 1                | 0                | 0                | 0                | 23       | 4      | 2           | 0          |
| E. Guillois   | 8          | 0          | 0           | 0          | 1                | 0                | 0                | 0                | 9        | 0      | 0           | 0          |
| A. Gurhem     | 1          | 0          | 0           | 0          | -                | -                | -                | -                | 1        | 0      | 0           | 0          |
| E. Jézéquel   | 22         | 1          | 1           | 0          | 1                | 0                | 0                | 0                | 23       | 1      | 1           | 0          |
| G. Kazadi     | 4          | 0          | 1           | 0          | -                | -                | -                | -                | 4        | 0      | 1           | 0          |
| S. Keita      | 2          | 0          | 0           | 0          | -                | -                | -                | -                | 2        | 0      | 0           | 0          |
| M-C. Léger    | 16         | 3          | 0           | 0          | -                | -                | -                | -                | 16       | 3      | 0           | 0          |
| Leidiane      | 2          | 0          | 0           | 0          | -                | -                | -                | -                | 2        | 0      | 0           | 0          |
| N. Mendy      | 1          | 0          | 0           | 0          | -                | -                | -                | -                | 1        | 0      | 0           | 0          |
| G. Yango      | 14         | 0          | 6           | 0          | -                | -                | -                | -                | 14       | 0      | 6           | 0          |
| W. Pacaud     | 7          | 0          | 0           | 0          | 1                | 0                | 0                | 0                | 8        | 0      | 0           | 0          |
| L. Peneau     | 8          | 1          | 2           | 0          | -                | -                | -                | -                | 8        | 1      | 2           | 0          |
| A. Peniguel   | 19         | 5          | 5           | 0          | 1                | 0                | 0                | 0                | 20       | 5      | 5           | 0          |
| M. Perea      | 17         | 0          | 0           | 0          | -                | -                | -                | -                | 17       | 0      | 0           | 0          |
| C. Perrault   | 11         | -21        | 1           | 0          | 0                | 0                | 0                | 0                | 11       | -21    | 1           | 0          |
| L. Prieur     | 0          | 0          | 0           | 0          | -                | -                | -                | -                | 0        | 0      | 0           | 0          |
| M. Renard     | 20         | 1          | 1           | 0          | 1                | 0                | 0                | 0                | 21       | 1      | 1           | 0          |
| M. Revelli    | 21         | 0          | 2           | 0          | 1                | 0                | 0                | 0                | 22       | 0      | 2           | 0          |
| N. Richard    | 21         | 1          | 4           | 0          | 1                | 0                | 0                | 0                | 22       | 1      | 4           | 0          |
| M-M. Sieber   | 11         | -28        | 1           | 0          | 1                | -2               | 0                | 0                | 12       | -30    | 1           | 0          |
| A. Stárová    | 22         | 4          | 0           | 0          | 1                | 0                | 0                | 0                | 23       | 4      | 0           | 0          |
| L. Teinturier | 19         | 4          | 1           | 0          | 1                | 0                | 0                | 0                | 20       | 4      | 1           | 0          |
| I. Touriss    | 11         | 0          | 1           | 0          | -                | -                | -                | -                | 11       | 0      | 1           | 0          |
| A. Traoré     | 19         | 0          | 9           | 0          | 1                | 0                | 0                | 0                | 20       | 0      | 9           | 0          |